# Stanisław Grochowiak
Stanisław Grochowiak (24. ledna 1934, Lešno – 2. září 1976, Varšava) byl polský básník, prozaik, dramatik a publicista.

## Život
Grochowiak studoval polonistiku na Univerzitě Adama Mickiewcize v Poznani. Od roku 1953 žil ve Vratislavi, kde pracoval v Tygodniku Katolickim a roku 1955 se přestěhoval do Varšavy. Zde pracoval v katolickém nakladatelství PAX a byl členem redakcí několika literárních časopisů (např. Współczesność, Nowa Kultura, Poezja, Miesięcznik Literacki a další). Od roku 1951 publikoval verše časopisecky, první básnickou sbírku Ballada Rycerska (Rytířská balada) vydal roku 1956.
Grochowiak patří k čelným představitelům tzv. „pokolení Současnosti“ (např. ještě Miron Białoszewski, Jerzy Harasymowicz, Halina Poświatowska a další), které po Stalinově smrti odráželo naděje ve společnosti na demokratizaci života a svobodnou uměleckou tvorbu. Jeho poezii charakterizuje programové odmítání estetismu (tzv. turpismus, z latinského turpis = ošklivý), zájem o biologično, ošklivost i brutálnost a také vyostřená expresivita a drsný senzualismus posílený prožitky z války. To vše je ale spojeno s tendencí k formální rýmované poezii, dosahující až barokní obraznosti. Ve svých raných dramatických dílech v zájmu zvýšení scénické účinnosti mísil styly, využíval grotesku, satiru, ironii a fantastiku. V pozdějších dílech se přiklonil k veselohernímu žánru a napsal řadu humoresek a satirických her z venkovského prostředí se současnou tematikou. V románu Trismus (1963) se snažil najít kořeny nacismu a nacistických zločinů. Kromě toho je autorem několika televizních a rozhlasových her a filmových scénářů.
Je pochován na hřbitově 'Cmentarz Wojskowy na Powązkach' ve Varšavě.

## Dílo

### Sbírky básní

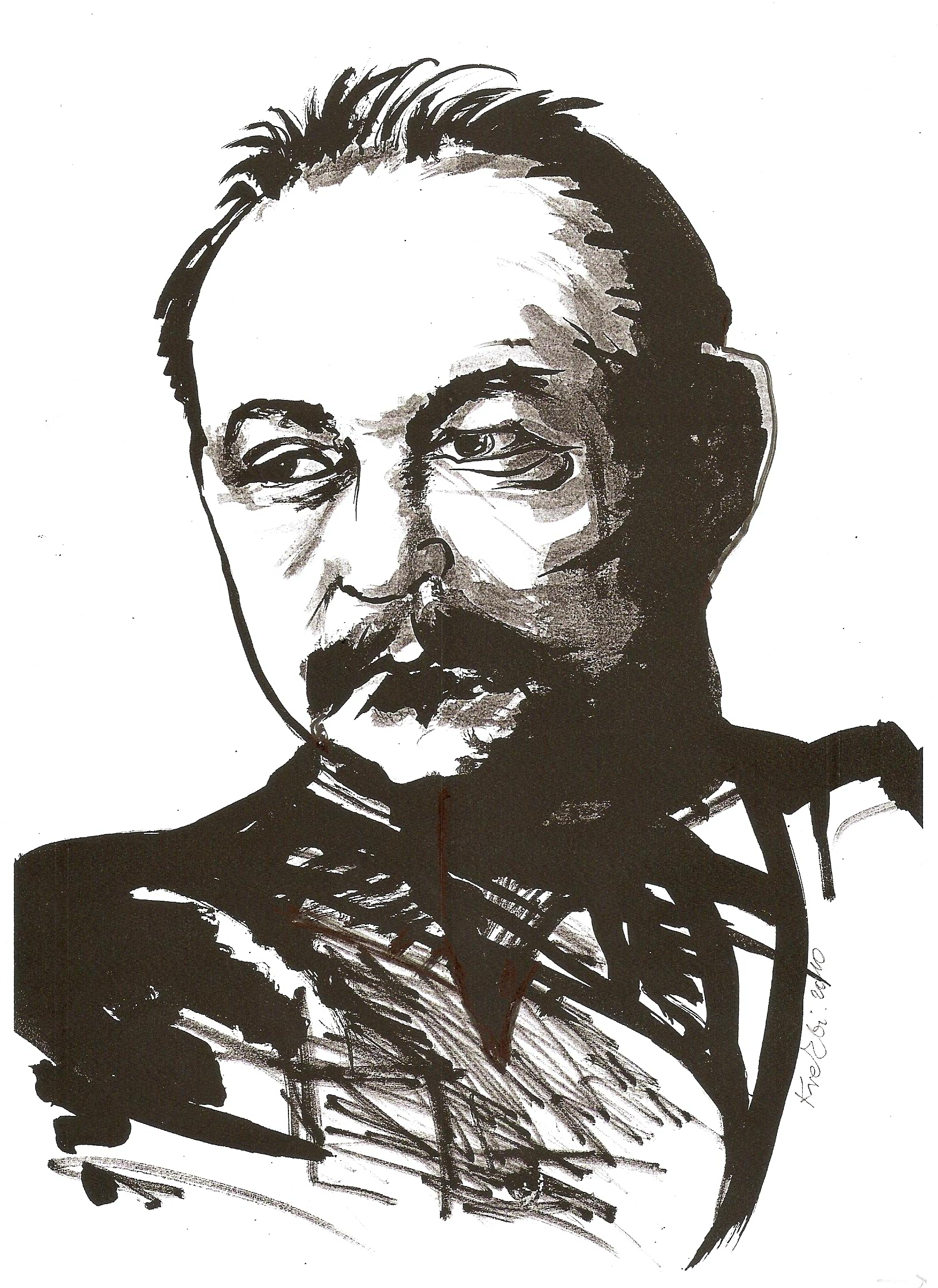
Stanisław Grochowiak.

- Stanisław Grochowiak.Ballada Rycerska (1956, Rytířská balada),
- Menuet z pogrzebaczem (1958),
- Rozbieranie do snu (1959, Svlékání před spaním),
- Angresty (1963, Angrešty),
- Kanon (1965),
- Nie bylo lata (1969, Nebylo léto),
- Totentanz in Polen (1969, Tanec smrti v Polsku),
- Polowanie na cietrzewie (1972, Lov na tetřevy),
- Bilard (1975).

### Próza
- Plebania z magnoliami (1956, Fara s magnóliemi), román,

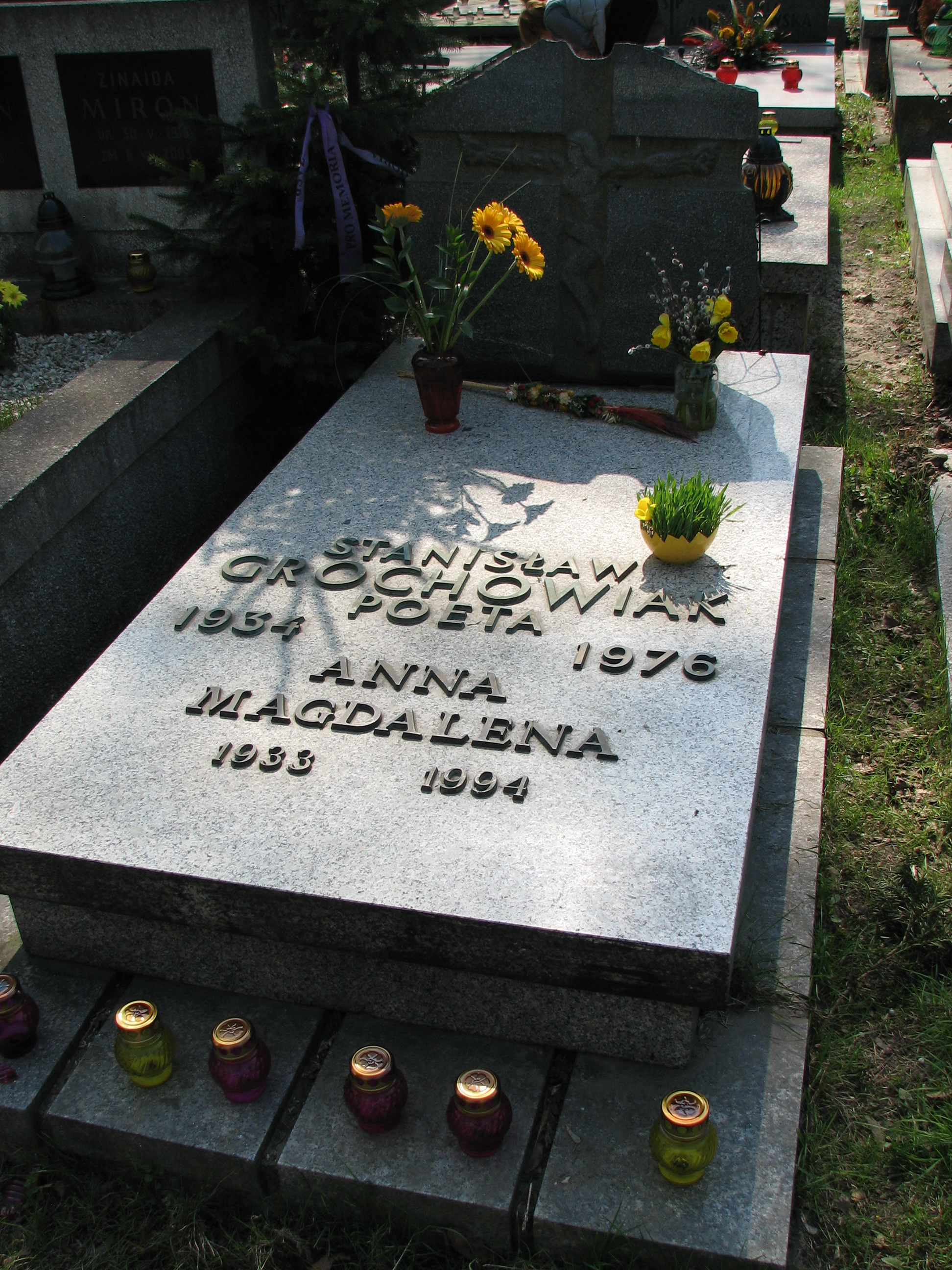
Jeho hrob ve Varšavě.

- Lamentnice (1958), povídky,
- Trismus (1963), román,
- Karabiny (1965, Pušky), román,

### Divadelní hry
- Szachy (1961),
- Partita na instrument drewniany (1962),
- Król IV (1963, Král IV),
- Chłopcy (1964, Kluci),
- Kaprysy Łazara (1965, Lazarovy rozmary),
- Lęky poranne (1972, Jitřní úzkost),
- Po tamtej stronie świec (1972, Na druhé straně svíc),
- Dulle Griet (1976).

### Filmové scénáře
- Kalosze szczescia (1958), režie Antoni Bohdziewicz,
- Przeciwko bogom (1961), režie Hubert Drapella
- Twarz aniola 1971, režie Zbigniew Chmielewski,
- Kaprysy Łazara (1973), televizní film, režie Janusz Zaorski,
- Chłopcy, (1973), televizní film, režie Ryszard Ber
- Partita na instrument drewniany (1976), režie Janusz Zaorski,
- Wergili, (1977), scénář podle vlastní rozhlasové hry, televizní film, režie Ryszard Ber.

## Filmové adaptace
- Księżyc 1969, režie Stanisław Brejdygant, film podle autorovy rozhlasové hry,
- Karabiny (1982), režie Janusz Weychert.

## Česká vydání
- Král IV, Dilia, Praha 1964, přeložil Erich Sojka,
- Pozvání k lásce, Mladá fronta, Praha 1967, přeložil Jan Pilař, výbor z veršů,
- Jitřní úzkost, Dilia, Praha 1975, přeložila Mojmíra Janišová,
- Kluci, Dilia, Praha 1977, přeložila Helena Stachová,
- Dulle Griet, Dilia, Praha 1977, přeložil Erich Sojka,
- Lov na tetřevy, Československý spisovatel, Praha 1990, přeložil Jan Pilař, výbor z veršů.